# Anacamptodes monticola
Anacamptodes monticola là một loài bướm đêm trong họ Geometridae.